# Marta Farrés i Falgueras
Marta Farrés i Falgueras (Sabadell, 30 de setembre de 1981) és una política catalana afiliada al PSC des del 2003, i actualment alcaldessa de Sabadell, des del 15 de juny del 2019.

## Biografia
És llicenciada en Ciències Polítiques i de l'Administració per la Universitat Autònoma de Barcelona, diplomada en Relacions Institucionals i Protocol i té un màster en Mediació. Va ser regidora i tinenta d'alcalde de l'Ajuntament de Sabadell entre 2003 i 2015, amb els alcaldes Manuel Bustos i Joan Carles Sánchez. El 2015 va perdre les primàries per encapçalar la llista del seu partit per a les eleccions municipals. En les eleccions municipals del 2019 va encapçalar la llista més votada.
Està vinculada al barri de la Concòrdia, on va créixer. Actualment viu al barri de La Creu Alta. Va estudiar EGB a les Escolàpies i BUP i COU a l'Institut Ferran Casablancas. És llicenciada en ciències polítiques i de l'administració per la Universitat Autònoma de Barcelona, diplomada en Relacions Institucionals i Protocol. També ha cursat un Màster en Mediació Comunitària pel Col·legi d'Advocats de Barcelona. Va ser regidora de l'Ajuntament de Sabadell del 2003 al 2015 va ser regidora de Joventut, Igualtat, Relacions Ciutadanes, Participació i Serveis Socials, així com tinenta d'alcalde.
Durant una dècada i mitja va fer cant coral. Ho va deixar cap als 20 anys. És sòcia de Joventuts Musicals de Sabadell. La seva parella també està vinculada al partit, és Paco Aranda, home de la confiança i l'equip del màxim dirigent socialista a Catalunya, Miquel Iceta. Farrés i Aranda tenen una filla.
Ha declarat als jutjats com a testimoni pel cas Mercuri, un presumpte cas de corrupció urbanística orquestrat per Manuel Bustos Garrido, mentre ella era regidora del seu govern.
En les eleccions municipals de 2023, va tornar-se a presentar com a candidata a l'alcaldia, obtenint-ne majoria absoluta.